# Leptoctenus gertschi
Leptoctenus gertschi är en spindelart som beskrevs av Peck 1981. Leptoctenus gertschi ingår i släktet Leptoctenus och familjen Ctenidae. Inga underarter finns listade i Catalogue of Life.